# Mania (Fluss)
Der Mania ist ein Fluss in Madagaskar. Er ist der längste Quellfluss des Tsiribihina.

## Verlauf
Der Mania entspringt als Fisakana in der westlichen Mitte Madagaskars, in der Region Amoron’i Mania nahe der Grenze zu Atsinanana und Vakinankaratra am Rande der östlichen Klippe nordöstlich von Fandriana. Er fließt nach Westen und bildet dabei den größten Teil der Grenze zwischen Vakinankaratra und Amoron’i Mania. Der Mania vereinigt sich in der Region Menabe mit dem Mahajilo und bildet dabei den Tsiribihina.

## Hydrometrie
Die Durchflussmenge des Mania wurde an der hydrologischen Station Fasimena bei etwa einem Drittel des Einzugsgebietes, über die Jahre 1955 bis 1984 gemittelt, gemessen (in m³/s).